# 우신중학교
우신중학교(宇信中學校)는 대한민국 서울특별시 구로구 궁동에 있는 사립 중학교이다.

## 학교 연혁
- 1972년 7월 14일 : 학교법인 우천학원 설립, 장학엽 이사장 취임
- 1972년 10월 1일 : 영등포구 궁동 230번지 일대 교지 44,433평 확보
- 1972년 12월 10일 : 고등학교 본관(1,650평) 준공 (중학교 병설)
- 1973년 1월 5일 : 우신중,고등학교 설립인가 (중학교 15학급, 고등학교 36학급)
- 1974년 1월 5일 : 초대 이종근 교장 취임
- 1974년 3월 5일 : 개교 및 제1회 입학식 거행
- 1974년 5월 23일 : 개교기념일로 제정
- 1974년 11월 25일 : 도서관, 과학관 준공 (연건평 1,630평)
- 1975년 12월 31일 : 중학교 본관(연건평 972평) 준공
- 1977년 3월 1일 : 학생 생활관 준공
- 1989년 5월 23일 : 우신중,고등학교 강당 겸 체육관(우천기념관) 준공
- 1997년 10월 1일 : 중학교 특별교실 증축 (8개 교실)
- 2006년 8월 22일 : 제3대 학교법인 우천학원 장문수 이사장 취임
- 2016년 4월 22일 : 인조잔디 운동장 개장
- 2023년 2월 9일 : 제47회 졸업식(127명 졸업, 총 12,694명 졸업)
- 2023년 3월 1일 : 제16대 김영태 교장 취임
- 2023년 3월 2일 : 제50회 입학식(87명 입학)

## 참고 자료
- 우신중학교 - 한국교육학술정보원 학교알리미